# Tomasz Strzępiński
Tomasz Strzępiński of Strzempinius (Strzępiń, 10 augustus 1398 - 22 september 1460, Iłża) was de 34e bisschop van Krakau, theoloog en rector van de Jagiellonische Universiteit.

## Biografie
Tomasz Strzępiński was een telg van de Poolse heraldische clan Prus I en begon in 1419 aan de Jagiellonische Universiteit te studeren waar hij in 1421 de Bachelor-graad in de kunsten behaalde. Hij promoveerde in 1431 in canoniek recht en in 1443 in theologie. Strzępiński gaf les in theologie aan de Kathedraalschool van Gniezno en was tussen 1440 en 1455 actief als professor theologie in Krakau. Ook was hij in 1432-1433 en 1443-1444 rector van de universiteit. Hij was als bisschop verwikkeld in een politiek conflict met de Litouwse prins Fryderyk Jagiellończyk. De bisschop heeft een groot aantal theologische publicaties op zijn naam staan.
Toen Tomasz Strzępiński in 1460 overleed barstte er een politieke strijd uit om de bisschopsambt van Krakau. Hij had in het geheim namelijk zijn ambt aan Jakub van Sienno toegezegd, terwijl Koning Casimir IV van Polen een eigen kandidaat nomineerde.